# راتينجية دائحة

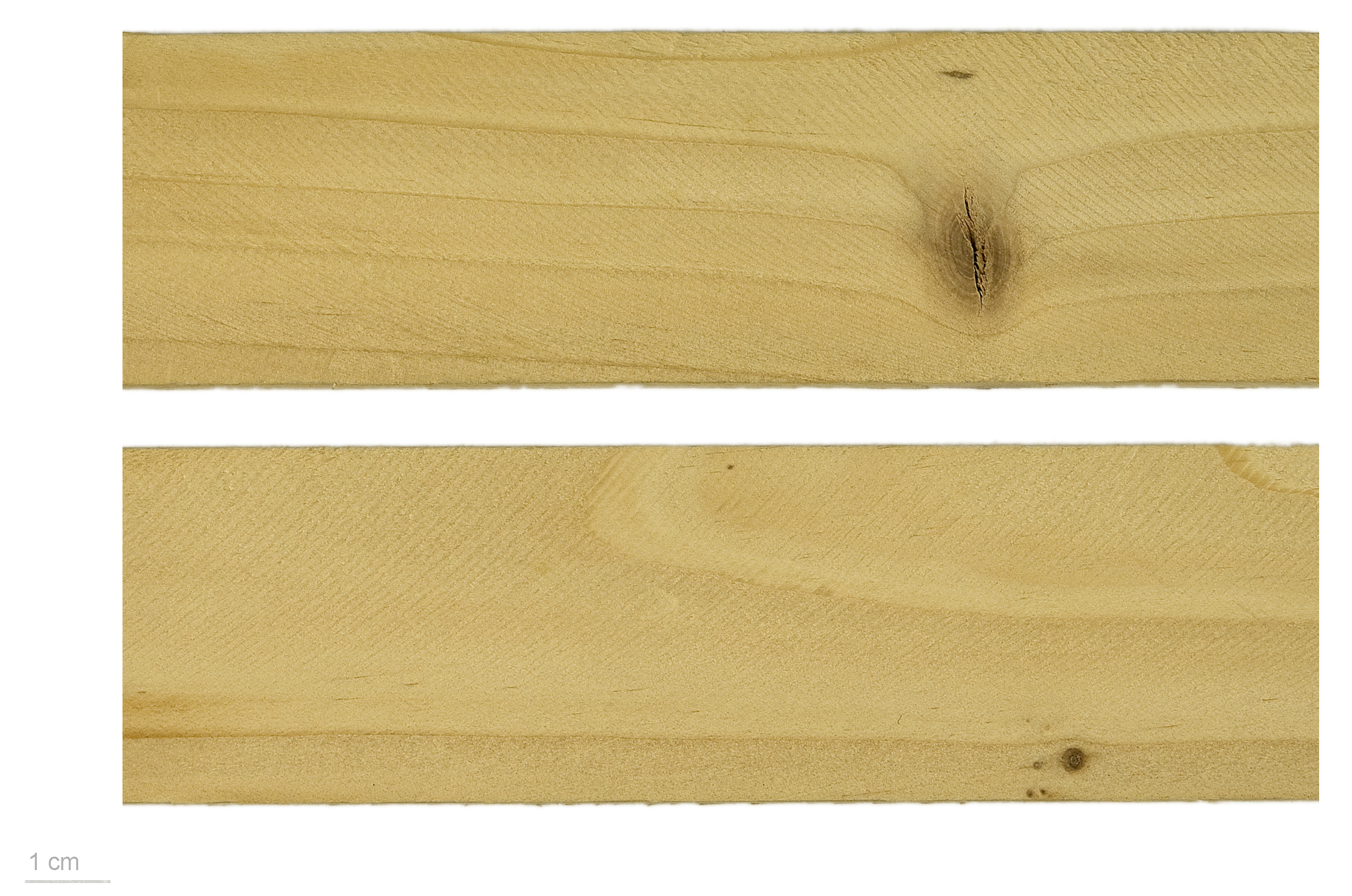
خشب الراتينجية التنوبية

البِّيسِيَّة التَّنُّوبِيّة أو الرَّاتِينَجِيَّة الدَّائِحَة نوع شجري يتبع جنس الراتينجية من الفصيلة الصنوبرية.

## تركيب الزيت العطري
يحوي الزيت العطري لنبات البيسية التنوبية على مركب سابينين في تركيبته.